# Jan Vrolijk

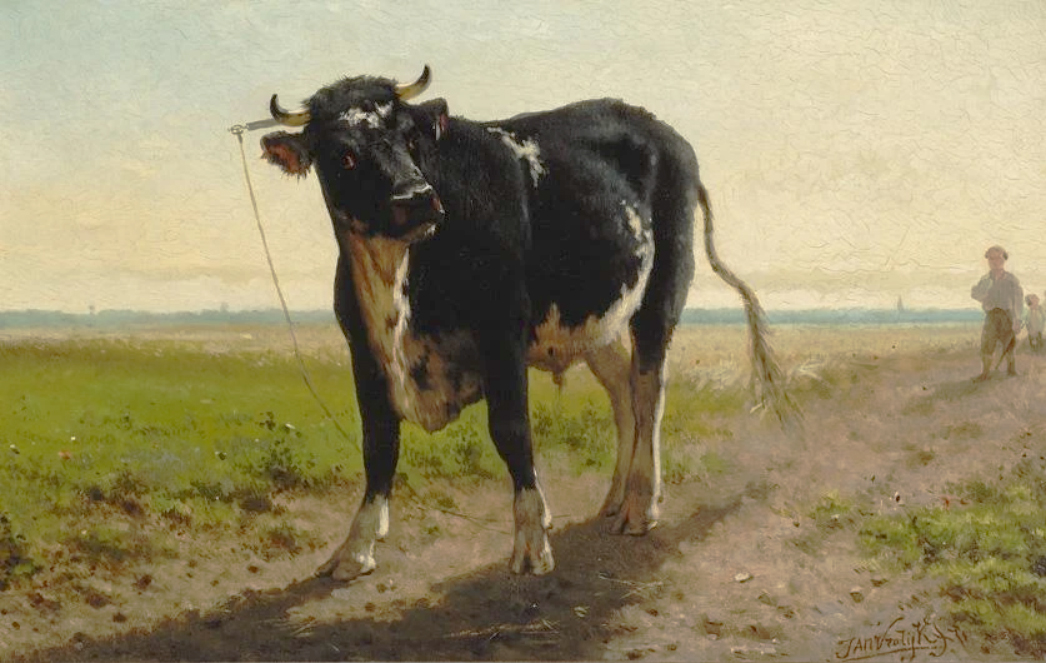
Der Bulle

Jan Vrolijk oder Johannes Martinus Vrolijk (* 1. Februar 1845 in Den Haag; † 2. September 1894 ebenda)  war ein niederländischer Tier- und Landschaftsmaler, Aquarellist und Radierer.
Vrolijk war anfangs Schüler seines Bruders Jacobus Adriaan Vrolijk (1834–1862), studierte an der Koninklijke Academie van Beeldende Kunsten in Den Haag und bei Pieter Stortenbeker (1828–1898).
Er malte fast ausschließlich weidende Kühe, Ziegen und Schafe in sommerlicher Landschaft.
Mit Ausnahme des Aufenthaltes in Rijswijk (Zuid-Holland) von 1884 bis 1885 verbrachte er sein ganzes Leben in Den Haag.
War Mitglied von „Pulchri Studio“ in Den Haag. 
Er unterrichtete Oswald d’Aumérie (1865–1962), Jan van Rhijnnen (1859–1927), Bernardus Petrus Schregel (1870–1956) und Gerard Carel Windt (1868–1949).
Er nahm von 1863 bis 1893 an Ausstellungen in Den Haag, Amsterdam, Rotterdam und Antwerpen teil. 